# Françoiz Breut

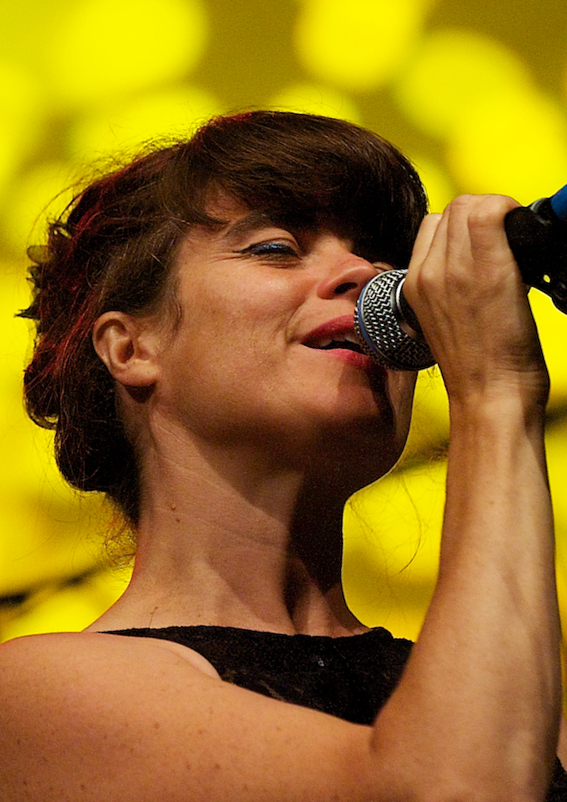
Françoiz Breut beim Würzburger Hafensommer im 2010

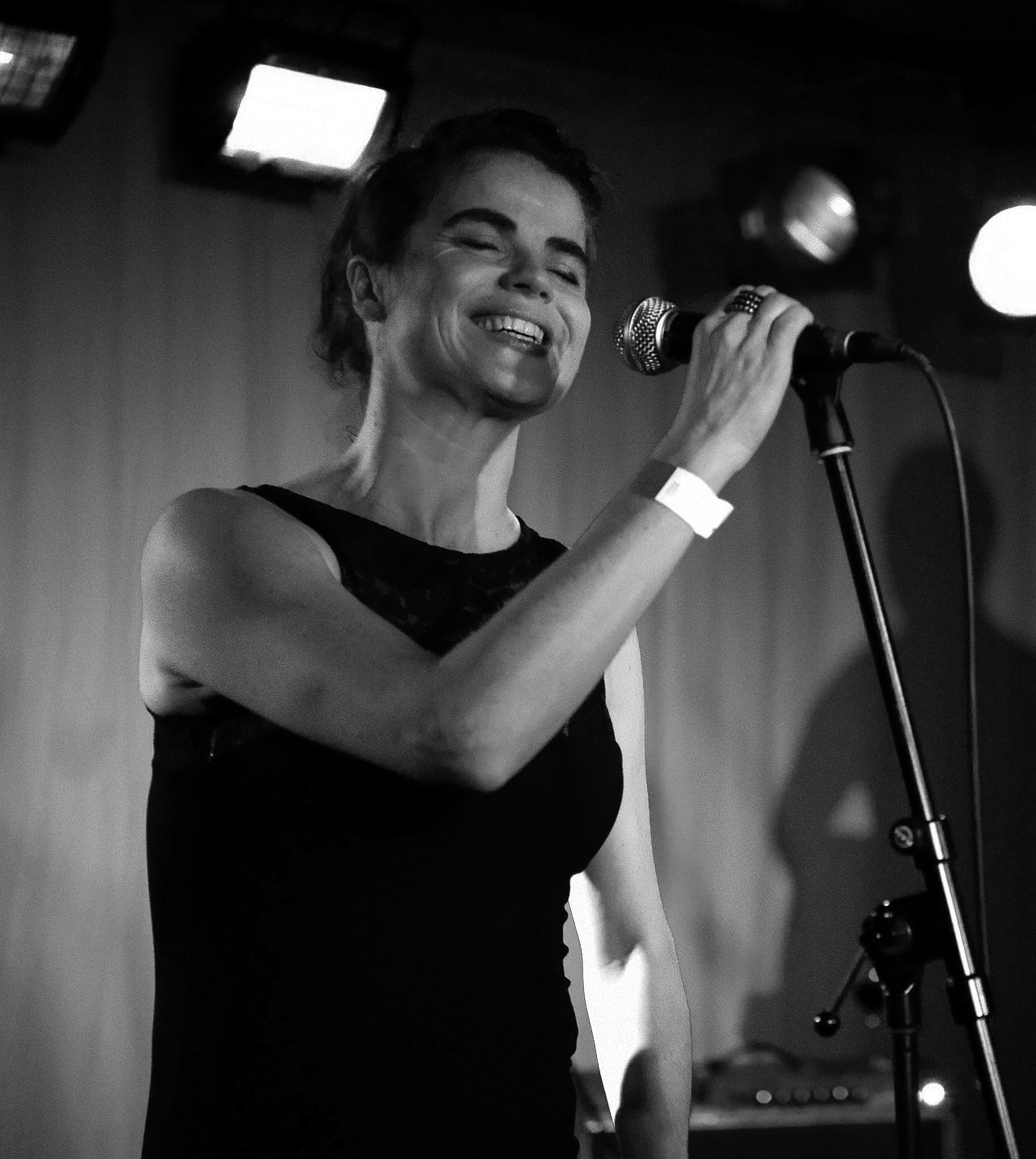
Françoiz Breut, 2009

Françoiz Breut (* 10. Dezember 1969 in Cherbourg, Frankreich), eine Zeit lang ebenfalls unter dem Namen Françoiz Brrr bekannt, ist eine französische Sängerin und Illustratorin, die zur Nouvelle Scène Française gerechnet wird.

## Biografie
Françoiz Breut ging in Cherbourg und in Caen zur Schule und lebte in Dunkerque und Nantes. Dort lernte sie zu Beginn der neunziger Jahre Dominique A kennen, mit dem zusammen sie ihre ersten Auftritte und Aufnahmen als Sängerin machte.
Ihr erstes Album Françoiz Breut (1997) hat minimalistischen Charakter. Komponiert und produziert wurde es größtenteils von Dominique A; es hatte außerhalb Frankreichs einen gewissen Erfolg. Bands wie The Go-Betweens, Tindersticks, Calexico und The Walkabouts äußerten ihre Bewunderung für Breuts unverwechselbare, spröde, aber wandlungsreiche Stimme. Die Walkabouts nahmen eine Version von "Everyone Kisses a Stranger" auf, Calexico versuchten sich an "Ma colère", und Howe Gelb (Giant Sand) widmete der Sängerin ein Lied – "Letter to Françoise".
Im Herbst 2000 kam das zweite Album Vingt à trente mille jours heraus, zu dem unter anderen Dominique A, Jérôme Minière, Katerine, Philippe Poirier (Kat Onoma), Yann Tiersen, Pierre Bondu, Gaëtan Chataigner (The Little Rabbits) und Sacha Toorop (Zop Hopop) beitrugen. Der Erfolg des Albums bei der Kritik und im Publikum machte Breut auch außerhalb der Independentszene bekannt.
2003 nahmen Calexico eine Version von "Si tu disais" auf, die auf der Special Edition von Feast of Wire enthalten ist. Im August 2005 begleitete sie Calexico auf deren Deutschland-Tour (Konzert Arena Berlin). Auf der DVD World Drifts In, einer Aufzeichnung des Calexico-Konzertes im Barbican, London (2004), singt sie zusammen mit Calexico "Ballad of Cable Hogue" und "Si tu disais".
Ihr drittes Album Une saison volée (erschienen im März 2005) nahm sie in Brüssel auf, wohin sie inzwischen gezogen war. Die Kompositionen stammen u. a. von Dominique A, Jérôme Minière, Philippe Poirier und der Band Herman Düne. Joey Burns von Calexico spielt auf mehreren Stücken Kontrabass und singt (wie schon auf Vingt à trente mille jours) auf einem Stück mit.
Durch den Frenchpop-Sampler Le Pop 3 (2005) wurde Françoiz Breut auch in Deutschland bekannt; Une saison volée erschien hier bei dem Label Le Pop Musik. In den Jahren 2008 und 2009 trat Françoiz Breut öfter in Deutschland auf – teilweise in Zusammenarbeit mit dem Label Le Pop und im Doppelpack mit anderen Künstlern der aktuellen Nouvelle-Chanson-Szene wie zum Beispiel Marianne Dissard.
Ihr sechstes Album Zoo nahm sie in Bristol auf. Adrian Utley (Portishead) war der Produzent.
Neben ihrer Karriere als Sängerin arbeitet Breut als Illustratorin von Kinderbüchern. Auch ihre Alben gestaltet sie meist (mit).

## Diskografie
- 1997: Françoiz Breut (Labels/Virgin France)
- 2000: Vingt à trente mille jours (Labels/Virgin France)
- 2005: Une saison volée (tôt Ou tard/Warner France, Le Pop)
- 2008: À l'aveuglette (Humpty Dumpty, Le Pop)
- 2012: La chirurgie des sentiments (Caramel beurre salé, Le Pop)
- 2016: Zoo (Caramel beurre salé, Le Pop)
- 2018: Label Pop Session (Microcultures/France Music Label Pop)
- 2021: Flux flou de la foule (30 Février)

## Bibliografie
- 1999: Illustrationen für La mer a disparu von Michel Piquemal (Nathan, coll. Demi-lune) ISBN 2-09-275043-7
- 2002: Illustrationen für Je suis un garçon von Arnaud Cathrine (L'école de loisirs coll. Neuf) ISBN 2-211-06496-5
- 2006: Illustrationen für Le Bobobook von Stéphane Malandrin (La Joie de Lire) ISBN 2-882-58346-X
- 2006: Illustrationen und Musik (Buch mit CD) zu Le Mystère des Couleurs mit Emmanuel da Silva (Tôt ou tard/Actes Sud Junior) ISBN 978-2-74276-438-9

- 2008: Illustrationen für Le jour où j'ai trouvé une vache assise dans mon frigo von Stéphane Malandrin (Sarbacane Editions) ISBN 978-2-84865-254-2